# Programación imperativa

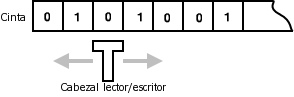
Diagrama físico de una máquina de Turing

En ciencias de la computación se denomina programación imperativa a un paradigma de programación de software que utiliza fórmulas que alteran el estado de un programa.
La programación imperativa se considera el paradigma de programación más antiguo. Según este, un programa es «una secuencia claramente definida de instrucciones para un ordenador».

## Funcionamiento
En una programación imperativa, el código fuente encadena una serie de instrucciones que determinan lo que debe hacer un ordenador para alcanzar en cada momento un resultado deseado. Los valores usados en las variables se modifican mientras el programa se ejecuta, de tal modo que para gestionar las instrucciones, se integran estructuras de control como bucles o estructuras anidadas en el código fuente.
Los lenguajes de programación imperativa son muy concretos. Esto permite que el código sea fácilmente comprensible, aunque, como contraparte, requiere de muchas líneas de código para describir lo que en programación declarativa se consigue con solo una parte de las instrucciones.